# Messac, Charente-Maritime
Messac är en kommun i departementet Charente-Maritime i regionen Nouvelle-Aquitaine i västra Frankrike. Kommunen ligger  i kantonen Montendre som ligger i arrondissementet Jonzac. År 2022 hade Messac 104 invånare.

## Befolkningsutveckling
Antalet invånare i kommunen Messac
Referens:INSEE